# 川上村 (広島県)
川上村（かわかみむら）は、広島県賀茂郡にあった村。現在の東広島市の一部にあたる。

## 地理
西条盆地の北部に位置していた。
- 河川：西条川（黒瀬川）、瀬野川[1]

## 歴史
- 1889年（明治22年）4月1日、町村制の施行により、賀茂郡飯田村、宗吉村、篠村、正力村、米満村が合併して村制施行し、川上村が発足[1][2]。
- 1907年（明治40年）八本松郵便局開設[1]。
- 1937年（昭和12年）広島市から広島県立広島学園移転[1]。
- 1956年（昭和31年）9月1日、賀茂郡原村、吉川村と合併し、町制施行し八本松町を新設して廃止された[1][2]。

### 地名の由来
西条川、黒瀬川などの水源であるため。

## 産業
- 農業、窯業[1]

## 交通

### 鉄道
- 1895年（明治28年）山陽鉄道（現山陽本線）八本松停車場（現八本松駅）開設[1]。

## 陸海軍施設
- 1940年（昭和15年）大字宗吉に海軍弾薬庫（現川上弾薬庫）設置[1]。
- 1943年（昭和18年）大字飯田に広島陸軍兵器支廠・広島陸軍被服支廠の川上分廠設置[1]。